# ITS Cup 2017
ITS Cup 2017 byl tenisový turnaj pořádaný jako součást ženského okruhu ITF, který se odehrával na otevřených antukových dvorcích v areálu OMEGA centrum sportu a zdraví. Událost s rozpočtem 80 000 dolarů a poskytující Hospitality probíhala mezi 17. až 23. červencem 2017 v Olomouci jako devátý ročník turnaje. 

## Ženská dvouhra

### Nasazení
| Země                            | Hráčka                    | WTA | Nasazení |
| ------------------------------- | ------------------------- | --- | -------- |
| Česko                           | Kristýna Plíšková         | 44  | 1        |
| Nizozemsko                      | Richèl Hogenkampová       | 104 | 2        |
| Česko                           | Denisa Allertová          | 107 | 3        |
| Slovinsko                       | Dalila Jakupovićová       | 138 | 4        |
| Česko                           | Lucie Hradecká            | 156 | 5        |
| Švédsko                         | Rebecca Petersonová       | 173 | 6        |
| Francie                         | Amandine Hesseová         | 184 | 7        |
| Slovensko                       | Anna Karolína Schmiedlová | 186 | 8        |
| Žebříček WTA k 3. červenci 2017 |                           |     |          |

### Jiné formy účasti
Následující hráčky obdržely divokou kartu do hlavní soutěže:
- Marie Benoîtová
- Miriam Kolodziejová
- Anastasia Pribylovová
- Anna Sisková

Následující hráčka obdržela zvláštní výjimku:
- Anastasia Zarycká

Následující hráčky postoupily z kvalifikace:
- Nina Potočniková
- Sabrina Santamariová
- Raluca Georgiana Șerbanová
- Vendula Žovincová

## Přehled finále

### Ženská dvouhra
- Bernarda Peraová vs.  Kristýna Plíšková, 7–5, 4–6, 6–3

### Ženská čtyřhra
- Amandine Hesseová /  Victoria Rodríguezová vs.  Michaela Hončová /  Raluca Georgiana Șerbanová, 3–6, 6–2, [10–6]